# Нгет, Ленг
Ленг Нгет (кхмер. ឡេង ង៉ែត; 1900, Пномпень — 1975) — камбоджийский политик и государственный деятель, премьер-министр Камбоджи с 26 января по 3 октября 1955 года. Первый председатель Ассоциации кхмерско-китайской дружбы.
Убит красными кхмерами при взятии Пномпеня весной 1975 года.